# Holenderscy arcymistrzowie szachowi
Lista holenderskich szachistów, posiadających tytuły arcymistrzów (GM) i arcymistrzyń (WGM), zarówno w grze klasycznej, korespondencyjnej, kompozycji szachowej, jak i w rozwiązywaniu zadań szachowych oraz tytuły arcymistrzów honorowych (HGM), przyznawanych za osiągnięcia w przeszłości. Obejmuje także zawodników, którzy barwy Holandii reprezentowali tylko w pewnym okresie swojego życia.

## Szachy klasyczne

### arcymistrzowie
| Zawodnicy                | Rok urodzenia | Rok śmierci | Rok nadania | Uwagi                                     |
| ------------------------ | ------------- | ----------- | ----------- | ----------------------------------------- |
| Benjamin Bok             | 1995          |             | 2014        |                                           |
| Daan Brandenburg         | 1987          |             | 2011        |                                           |
| Roberto Cifuentes Parada | 1957          |             | 1991        | pochodzenie chilijskie, obecnie Hiszpania |
| Martijn Dambacher        | 1979          |             | 2014        |                                           |
| Erik van den Doel        | 1979          |             | 1998        |                                           |
| Jan Hein Donner          | 1927          | 1988        | 1959        |                                           |
| Sipke Ernst              | 1979          |             | 2007        |                                           |
| Max Euwe                 | 1901          | 1981        | 1950        |                                           |
| Anisz Giri               | 1994          |             | 2009        | pochodzenie nepalsko–rosyjskie            |
| Ruud Janssen             | 1979          |             | 2011        |                                           |
| Harmen Jonkman           | 1975          |             | 2002        |                                           |
| Robin van Kampen         | 1994          |             | 2011        |                                           |
| Erwin l'Ami              | 1985          |             | 2005        |                                           |
| Friso Nijboer            | 1965          |             | 1993        |                                           |
| Peng Zhaoqin             | 1968          |             | 2004        | pochodzenie chińskie                      |
| Jeroen Piket             | 1969          |             | 1989        |                                           |
| Lodewijk Prins           | 1913          | 1999        | 1982        | tytuł honorowy                            |
| Roeland Pruijssers       | 1989          |             | 2012        |                                           |
| Hans Ree                 | 1944          |             | 1980        |                                           |
| Dimitri Reinderman       | 1972          |             | 1998        |                                           |
| Jan Smeets               | 1985          |             | 2004        |                                           |
| Ivan Sokolov             | 1968          |             | 1987        | obecnie Bośnia i Hercegowina              |
| Maarten Solleveld        | 1979          |             | 2012        |                                           |
| Giennadij Sosonko        | 1943          |             | 1976        | pochodzenie rosyjskie                     |
| Wouter Spoelman          | 1990          |             | 2009        |                                           |
| Daniël Stellwagen        | 1987          |             | 2004        |                                           |
| Paul van der Sterren     | 1956          |             | 1990        |                                           |
| Robin Swinkels           | 1989          |             | 2009        |                                           |
| Jan Timman               | 1951          |             | 1974        |                                           |
| Siergiej Tiwiakow        | 1973          |             | 1991        | pochodzenie rosyjskie                     |
| Yge Visser               | 1963          |             | 2006        |                                           |
| Dennis de Vreugt         | 1980          |             | 2000        |                                           |
| Karel van der Weide      | 1973          |             | 2004        |                                           |
| Loek van Wely            | 1972          |             | 1993        |                                           |
| Jan Werle                | 1984          |             | 2006        |                                           |
| John van der Wiel        | 1959          |             | 1982        |                                           |

### arcymistrzynie
| Zawodniczki            | Rok urodzenia | Rok śmierci | Rok nadania | Uwagi                                          |
| ---------------------- | ------------- | ----------- | ----------- | ---------------------------------------------- |
| Fenny Heemskerk        | 1919          | 2007        | 1977        | tytuł honorowy                                 |
| Tea Lanczawa           | 1974          |             | 2001        | pochodzenie gruzińskie, +mistrz międzynarodowy |
| Alexandra van der Mije | 1940          | 2013        | 1977        | z domu Nicolau, pochodzenie rumuńskie          |
| Bianca Muhren          | 1986          |             | 2007        |                                                |
| Iozefina Pauleț        | 1989          |             | 2009        | pochodzenie rumuńskie                          |
| Peng Zhaoqin           | 1968          |             | 1992        | pochodzenie chińskie, +arcymistrz              |
| Erika Sziva            | 1967          |             | 2001        | pochodzenie węgierskie                         |
| Corry Vreeken          | 1928          |             | 1987        | z domu Bouwman, tytuł honorowy                 |

## Szachy korespondencyjne

### arcymistrzowie
| Zawodnicy            | Rok urodzenia | Rok śmierci | Rok nadania | Uwagi                  |
| -------------------- | ------------- | ----------- | ----------- | ---------------------- |
| Peter Boll           | 1958          |             | 1993        |                        |
| Hans Bouwmeester     | 1929          |             | 1981        | +mistrz międzynarodowy |
| Dirk van Geet        | 1932          |             | 1991        | +mistrz międzynarodowy |
| Carol-Peter Gouw     | 1961          |             | 2003        |                        |
| David van der Hoeven | 1969          |             | 2004        |                        |
| Abram Idema          | ?             |             | 1994        |                        |
| Haije Kramer         | 1917          | 2004        | 1984        |                        |
| Jacques Kuiper       | ?             |             | 2007        |                        |
| Ron Langeveld        | ?             |             | 2006        |                        |
| Rudolf Maliangkay    | ?             |             | 1995        |                        |
| Kornelis Mulder      | ?             | ?           | 1977        |                        |
| Joop van Oosterom    | 1937          | 2016        | 1993        |                        |
| A. den Ouden         | ?             |             | 1980        |                        |
| Gerardus van Perlo   | ?             |             | 1985        |                        |
| Michiel Plomp        | ?             |             | 2000        |                        |
| Hendrik Sarink       | ?             |             | 1979        |                        |
| Piet Seewald         | ?             | ?           | 1993        |                        |
| Dick Smit            | ?             | ?           | 1979        |                        |
| Gert Jan Timmerman   | 1956          |             | 1986        | +mistrz FIDE           |
| Hans van Unen        | ?             |             | 2007        |                        |
| Tjalling Wiersma     | 1950          |             | 1985        |                        |

## Kompozycja szachowa

### arcymistrzowie
| Zawodnicy         | Rok urodzenia | Rok śmierci | Rok nadania | Uwagi |
| ----------------- | ------------- | ----------- | ----------- | ----- |
| Cor Goldschmeding | ?             | ?           | 1988        |       |
| Jacobus Haring    | 1913          | 1989        | 1990        |       |
| Eeltje Visserman  | 1922          | 1978        | 1972        |       |

## Rozwiązywanie zadań

### arcymistrzowie
| Zawodnicy     | Rok urodzenia | Rok śmierci | Rok nadania | Uwagi |
| ------------- | ------------- | ----------- | ----------- | ----- |
| Dolf Wissmann | 1964          |             | 2004        |       |